# Шареница (ТВ емисија)
Шареница је српска ТВ емисија која се емитује од 3. марта 2018. на РТС 1 и РТС Свет, суботом и недељом ујутро од 9 до 11 сати. Водитељи емисије су Ана Емић и Слободан Шаренац. Шареница представља нову верзију емисије Жикина шареница која се од 29. октобра 2005. до 25. фебруара 2018. емитовала на РТС 1 све до преласка на Пинк.
Садржај Шаренице чине наступи разноврсних гостију, кувара, музичара, културно-уметничких друштава, као и репортаже са терена те документарни прилози.